# Minh-Hoang Dinh
Minh-Hoang Dinh (* 25. November 1993 in Weilheim) ist ein deutscher Schauspieler vietnamesischer Herkunft, der vor allem durch seine Rollen in Film und Fernsehen bekannt wurde.

## Frühes Leben und Ausbildung
Minh-Hoang Dinh wurde am 25. November 1993 in Weilheim geboren und wuchs in München auf. Er spricht fließend Deutsch und Vietnamesisch als Muttersprachen sowie Englisch. Seine Schauspielausbildung absolvierte er von 2015 bis 2018 am TheaterRaum München und 2020 in Los Angeles an der Lee Strasberg Theatre and Film Institute.
Minh-Hoang Dinh wurde durch seine Rolle in der ZDF-Krimiserie Der Kriminalist einem breiteren Publikum bekannt. In der Folge Claire übernahm er eine Episodenhauptrolle an der Seite von Christian Berkel. Seine Darstellung wurde von Kritikern und Publikum gleichermaßen positiv aufgenommen.
Einen weiteren wichtigen Karriereschritt stellte seine Rolle in dem Roadmovie Urlaub mit Mama. In diesem Fernsehfilm spielte er die Rolle Haruto gemeinsam mit Anja Kling, Christine Schorn und Charles Rettinghaus. Die Erstausstrahlung des Films erfolgte Freitag, den 14. September 2018 im Programm der ARD Das Erste. Der Film konnte bei seiner Erstausstrahlung 4,01 Millionen Zuschauer an sich binden, was einem Marktanteil von 14,2 Prozent entsprach.
Zudem war er in Technically Single eine deutsche Comedy-Serie, die seit dem 13. Oktober 2018 bei dem Streaming-Portal Maxdome und Sixx.de online verfügbar ist mit Alina Stiegler, Sarah Mahita, Sebastian Schneider und Eugene Boateng zusehen.

## Filmografie
(Quelle: )
- 2011: Grüne Oliven (HFF Kinokurzfilm) Regie: Gisèle Mbamu
- 2011: Forsthaus Falkenau (Fernsehserie) Regie: Helmut Metzger
- 2013: Just Married – Hochzeiten zwei (Fernsehfilm) Regie: Nikolai Müllerschön
- 2014: Blut, Reis und Tränen (Kurzfilm) Regie: Johannes Rosenstein
- 2014: München 7 (Fernsehserie) Regie: Franz Xaver Bogner
- 2016: Der Kriminalist (Fernsehkrimiserie) Regie: Christian Görlitz
- 2018: Urlaub mit Mama (Fernsehfilm) Regie: Florian Froschmayer
- 2019: Technically Single (Comedy-Serie) Regie: Sebastian Stojetz

## Persönliches
Minh-Hoang Dinh lebt in München.